# حذف مرگ
حذف مرگنام کتابی ازسام پرنیا، از متخصصین برجسته در مطالعات علمی مربوط به مرگ و تجربه نزدیک مرگ.

## دربارهٔ کتاب
سام پرنیا در این کتاب با ارائه تحقیقاتی از بخش مراقبت‌های ویژه و طب احیا امکان برگشت‌پذیر کردن مرگ را در اختیار انسان‌ها قرار می‌دهد و به این موضوع می‌پردازد که بعد از مرگ و در حین فرایند آن، چه اتفاقی برای هوشیاری انسان پیش می‌آید.
او با شواهدی نشان می‌دهد که ذهن و روان انسان تا چند ساعت بعد از مرگ به زندگی خود ادامه می‌دهد. همچنین اضافه می‌کند که بر اساس تحقیقات پزشکی که تاکنون در زمینه نجات بیماران ایست قلبی انجام شده، می‌توان چنین برداشت کرد که نوعی زندگی پس از مرگ وجود دارد. او می‌گوید «خود» و «روح» که زمانی به حوزه دین و فلسفه یا حتی داستان‌های علمی تخیلی محدود می‌شد، بر اساس تحقیقات علمی دوباره مورد بررسی قرار گرفته‌اند.
سام پرنیا می‌گوید: «برخلاف باور عموم مردم، مرگ لحظه‌ای در زمان نیست، مرگ یک فرایند است. فرایندی که می‌توان بعد از آغاز شدنش، در آن وقفه ایجاد کرد.»
کتاب حذف مرگ در سال ۱۳۹۳ توسط نشر پندار تابان به فارسی برگردانده شد.